# Équipe du Japon de rugby à XV des moins de 20 ans
Ne doit pas être confondu avec Junior Japan.
L'équipe du Japon des moins de 20 ans est constituée par une sélection des meilleurs joueurs japonais de rugby à XV de moins de 20 ans, sous l'égide de la fédération japonaise de rugby à XV.

## Histoire
L'équipe de Japon des moins de 20 ans est créée en 2008, remplaçant les équipes de Japon des moins de 21 ans et des moins de 19 ans à la suite de la décision de l'IRB en 2007 de restructurer les compétitions internationales junior. Elle participe ainsi chaque année, selon son classement, au championnat du monde junior ou au trophée mondial des moins de 20 ans.
Pour la première édition du championnat du monde junior en 2008, les joueurs japonais de moins de 20 ans finissent dans les deux dernières places de la compétition ; à l'issue d'un match de barrage remporté contre les États-Unis, ils maintiennent leur place parmi les sélections disputant la plus haute compétition junior, qui se déroulera justement sur le sol japonais. Ils terminent néanmoins à l'une des quatre dernières places pour cette édition 2009 jouée « à domicile », synonymes cette année de relégation en trophée mondial des moins de 20 ans, antichambre du championnat junior.
Les jeunes Japonais disputent à trois reprises de 2010 à 2012 la finale du trophée mondial, s'inclinant à chacune d'entre elles,.
Ils se hissent à nouveau en finale pour l'édition 2014 (en), qu'ils remportent contre les Tonga sur le score de 35-10 ; le Japon remporte ainsi son ticket pour disputer à nouveau le championnat du monde en 2015.
En 2015, les jeunes Japonais participent à l'édition inaugurale (en) du championnat d'Océanie junior contre l'Australie, la Nouvelle-Zélande et les Samoa. Cinq semaines plus tard, dans le cadre du championnat du monde junior, ils garantissent leur place pour l'année suivante en prenant leur revanche contre les Samoans en demi-finale de classement, qui les avaient alors défaits en championnat d'Océanie.
Au terme de l'édition 2016, les Japonais sont confrontés aux Italiens en match de barrage : après leur défaite, ils sont relégués en trophée mondial. Dès la saison suivante, ils obtiennent à nouveau leur place pour la compétition d'élite en remportant le trophée 2017 (en).
Relégués en 2018, les Japonais gagnent rapidement leur retour en championnat avec leur victoire lors de l'édition 2019 du Trophée mondial ; à cette occasion, le capitaine Shota Fukui devient le premier joueur de l'histoire à être sacré à deux reprises, après son premier succès en 2017. En 2023, après trois années d'interruption de la compétition, les Japonais terminent à la dernière place et sont de fait relégués.

## Palmarès
- Trophée mondial de rugby à XV des moins de 20 ans :
  - Vainqueur : 2014 (en), 2017 (en), 2019.
  - Finaliste : 2010 (en), 2011 (en), 2012 (en).